# Svenska mästerskapen i dressyr 1979
Svenska mästerskapen i dressyr 1979 avgjordes i Hageby, Norrköping. Tävlingen var den 29:e upplagan av Svenska mästerskapen i dressyr.

## Resultat
| Placering | Ryttare          | Häst     |
| --------- | ---------------- | -------- |
| 1         | Ulla Håkansson   | Elymus   |
| 2         | Ann Behrenfors   | Estrad   |
| 3         | Yvonne Malmström | Manni xx |